# Philippe Bourgois
 (mars 2012).
Si vous disposez d'ouvrages ou d'articles de référence ou si vous connaissez des sites web de qualité traitant du thème abordé ici, merci de compléter l'article en donnant les références utiles à sa vérifiabilité et en les liant à la section « Notes et références ».
Philippe Bourgois, né en 1956, est professeur d'anthropologie et de médecine familiale et de la communauté à l'Université de Pennsylvanie aux États-Unis. Ayant eu pour professeur Eric Wolf, il a notamment été influencé par le travail des théoriciens français Pierre Bourdieu et Michel Foucault.

## Recherches
Dans sa carrière d'anthropologue culturel et médical, Philippe Bourgois a mené de nombreuses enquêtes ethnographiques. Ainsi, il a mené des recherches en Amérique Centrale (Costa Rica, Nicaragua, Panama, El Salvador et Belize) ainsi qu'aux États-Unis, notamment dans les centres urbains de New York (en particulier à East Harlem), de San Francisco, Los Angeles et Philadelphie.
Lors de ses recherches en Amérique centrale, il s'intéresse aux manières dont l'identité ethnique est mobilisée politiquement, à l'immigration, au monde du travail ainsi qu'aux relations entre la violence intime et la violence structurelle ou politique[source insuffisante].
Aux États-Unis, Bourgois mène des travaux portants sur l'économie des quartiers ségrégués, ainsi qu'aux politiques carcérales et psychiatriques menées à l'encontre de la pauvreté et du chômage[source insuffisante].
Philippe Bourgois se réclame d'une posture critique, analysant des problèmes sociaux d'envergure, notamment les questions d'inégalités sociales et comment celles-ci causent de la souffrance sociale au quotidien dans la vie des individus marginalisés.[source insuffisante]
Lors de son ethnographie du quartier de East Harlem au milieu des années 1990, Bourgois a vécu durant cinq ans dans El Barrio, ce quartier new-yorkais connu pour sa forte diaspora portoricaine et sa criminalité. L'anthropologue s'est immergé dans le monde du trafic et de la consommation de drogue, en particulier du crack ; il a ainsi pu observer la vie quotidienne de ces populations marginalisées. Il en livre un compte-rendu extrêmement précis, ayant une dimension quasi littéraire dans son ouvrage En quête de respect. Le crack à New York.

## Publications
- Philippe Bourgois, Ethnicity at Work: Divided Labor on a Central American Banana Plantation, Baltimore, Johns Hopkins University Press, 1989, 311 p. [6]

- Philippe Bourgois (trad. Lou Aubert), En quête de respect : le crack à New-York, Paris, Seuil, coll. « Liber », 2001, 458 p. (ISBN 2-02-032133-5, BNF 37636014).
- Nancy Schepher-Hughes, Philippe Bourgois, Violence in War and Peace: An Anthology, Wiley-Blackwell, 2003, 512 p.  (ISBN 978-0-631-22349-8).
- Philippe Bourgois, Jeff Schonberg, Rightous Dopefiend, University of California, 2009, 392 p.  (ISBN 978-0-520-25498-5)[7]